# Kanton Palenque
Der Kanton Palenque befindet sich in der Provinz Los Ríos westzentral in Ecuador. Er besitzt eine Fläche von 580 km². Im Jahr 2022 lag die Einwohnerzahl bei rund 24.800. Verwaltungssitz des Kantons ist die Kleinstadt Palenque mit 6348 Einwohnern (Stand 2010). Der Kanton Palenque wurde am 2. August 1990 eingerichtet.

## Lage
Der Kanton Palenque liegt im Westen der Provinz Los Ríos. Das Gebiet liegt im Tiefland westlich der Cordillera Occidental. Der Río Vinces durchquert den Südosten des Kantons in südlicher Richtung.
Der Kanton Palenque grenzt im Nordosten an den Kanton Mocache, im Osten und im Süden an den Kanton Vinces sowie im Westen an den Kanton Balzar der Provinz Guayas.

## Verwaltungsgliederung
Der Kanton Palenque ist deckungsgleich mit der gleichnamigen Parroquia urbana („städtisches Kirchspiel“).

## Geschichte
Entwicklung der Einwohnerzahl im Kanton Palenque bei landesweiten Volkszählungen zum jeweiligen Gebietsstand:
| Jahr                    | Einwohner | +/-    |
| ----------------------- | --------- | ------ |
| 1990                    | 18.242    | –      |
| 2001                    | 20.658    | 13,2 % |
| 2010                    | 22.320    | 8 %    |
| 2022                    | 24.838    | 11,3 % |
| Datenherkunft: Wikidata |           |        |